# Harry Bischoff Weiss
Harry Bischoff Weiss (* 31. Oktober 1883 in Philadelphia, PA; verheiratet mit 1958 Grace M. Ziegler; † 4. Juli 1972) war ein US-amerikanischer Entomologe und Autor.

## Leben
Im Jahre 1912 wurde Weiss Entomologe am New Jersey Department of Agriculture. Er beobachtete die Plage der Japankäfer (Popillia japonica), die in Dreer's Nursery, Riverton, NJ, durch ungewollte Einschleppung an Rosen begann. Er scheute keine Mühen und führte Studien zur Bekämpfung dieser Käfer durch, die in den USA keine natürlichen Feinde haben. Weiss wurde 1920 Direktor der New Jersey Division of Plant Industry und hatte diesen Posten bis zu seinem Ruhestand 1956 inne. Nachdem er viele Jahre mit Grace M. Ziegler befreundet war, hat er sie 1958 geheiratet. Weiss war ein Mann von unsterblicher Neugierde und vielen Interessen, in New Jersey wird man ihn nie vergessen.
Schon früh in seiner Karriere interessierte sich Weiss für Literatur und Geschichte. Seine erste Publikation war Ancient Beliefs Concerning Insects, die im Bulletin der Brooklyn Entomological Society (heute New York Entomological Society), Vol. 8, No. 2, erschien. Fast alle seiner ersten Manuskripte und Publikationen handelten über Pflanzen und Entomologie. Im Jahre 1930 arbeitete Weiss zusammen mit Charles Frederick Heartman (1883–1953) The American Book Collector aus, den sie beide noch im selben Jahr publizierten. Zusammen mit Grace M. Ziegler schrieb er die Monographie Thomas Say, die über den Vater der amerikanischen Entomologie handelt. Diese Kooperation begann 1927 und beide wurden sehr schnell Freunde, schon weil sie sehr ähnliche Interessen aufwiesen. Ab jetzt erläuterte Weiss viel seiner amtlichen Dienste und seine Interessen in mehreren Werken, wie z. B. über die Brut von Klapperschlangen oder über Rotkäppchen. Diese Arbeiten erschienen in unzähligen Publikationen, aber auch im New York Public Library Bulletin und in privaten Manuskripten. Im Jahre 1947 gab Weiss sein erstes Werk für die New Jersey Agricultural Society, Trenton, heraus, und somit begann eine lang andauerndes Verhältnis mit dieser Organisation zur Herausgabe einer jährlichen Publikation. Nach seinem Ruhestand vom State Department of Agriculture, gründeten Weiss und Ziegler The Past Time Press, ein privates Verlagshaus, wodurch sie sehr bekannt wurden. Dort brachten sie jährlich eine Monographie heraus. Grace M. Weiss publizierte 1964 eine streng limitierte Auflage einer Bibliographie von ihrem Mann von 1912 bis 1964, A Bibliographie of Harry B. Weiss for the Years 1912 to 1964. Da Weiss nach 1964 aber immer noch publizierte, vervollständigte er dies Werk mit einer Liste seiner Publikationen nach 1964, diese Liste umfasst 804 Punkte (Artikel, Manuskripte und Monographien). Schließlich gaben sie 1967 das Verlagshaus auf, aber schrieben weiter für die Agricultural Society bis Weiss’ Tode im Jahre 1972. Nach seinem Tode wurde noch 1974 sein letztes Werk für die Society, Whaling in New Jersey, publiziert; sein letztes Manuskript handelt von der Seifen- und Kerzenindustrie in New Jersey. Viele seiner Manuskripte kann man heute in der Rutgers University, der Staatsuniversität von New Jersey, und in der Library of Congress finden.

## Werke
- The early sawmills of New Jersey. (co: Grace M. Weiss), Trenton 1968.
- The great American water-cure craze. Past Times, Trenton 1967.
- Early brickmaking in New Jersey. (co: Grace M. Weiss), Trenton 1966.
- The early lotteries in New Jersey. (co: Grace M. Weiss), Past Times, Trenton 1966.
- Trades and tradesmen of colonial New Jersey. (co: Grace M. Weiss), Past Times, Trenton 1965.
- The early promotional literature of New Jersey. Trenton 1964.
- The early breweries of New Jersey. Trenton 1963.
- The old Copper Mines of New Jersey. (co: Grace M. Weiss), Past Times, Trenton 1963.
- The early snuff mills of New Jersey. (co: Grace M. Weiss), Trenton 1962.
- They took to the waters. Past Times, Trenton 1962.
- The early hatters in New Jersey. (co: Grace M. Weiss), Trenton 1961.
- An introduction to crime and punishment in colonial New Jersey. (co: Grace M. Weiss), 1960.
- Early sports and pastimes in New Jersey. (co: Grace M. Weiss), Past Times, Trenton 1960.
- Forgotten mills of early New Jersey. (co: Grace M. Weiss), Trenton 1960.
- Early tanning and currying in New Jersey. (co: Grace M. Weiss), Trenton 1959.
- Colonel Erkuries Beatty, 1759–1823. (co: Grace M. Weiss), Past Times, Trenton 1958.
- The early woolen industry of New Jersey. (co: Grace M. Weiss), Trenton 1958.
- The early fulling mills of New Jersey. (co: Grace M. Ziegler), 1957.
- The early grist and flouring mills of New Jersey. Trenton 1956.
- The New Jersey State Grange, Patrons of Husbandry, 1873–1954. New Jersey State Grange, Trenton 1955.
- The history of applejack or apple brandy in New Jersey from colonial times to the present. Trenton 1954.
- Country doctor. Trenton 1953.
- A forgotten version of Little Red Riding Hood. New York Public Library, New York 1950.
- The New Jersey Department of Agriculture, 1916–1949. Trenton 1950.
- History of the New Jersey State Board of Agriculture, 1872–1916. Trenton 1949.
- An almanack for members of the New Jersey Agricultural Society. Trenton 1948.
- A book of chapbooks. Folklore, Trenton, Hatboro 1942–69.
- American baby rattles from colonial times to the present. Trenton 1941.
- Little Red Riding Hood. Trenton 1939.
- American chapbooks. Trenton 1938.
- The bibliographical, editorial and other activities of Charles F. Heartman. 1938.
- Insect enemies of books. New York Public Library, New York 1937.
- Rafinesque's Kentucky friends. Highland Park 1936.
- Thomas Say. (co: Grace M. Ziegler), Thomas, Springfield, Baltimore 1931, (Reprint: Arno Press, 1978, ISBN 0-405-10641-6)